# Dalima patnaria
Dalima patnaria är en fjärilsart som beskrevs av Felder 1875. Dalima patnaria ingår i släktet Dalima och familjen mätare. Inga underarter finns listade i Catalogue of Life.